# Viceré del Perù
Elenco dei viceré che governarono il vicereame del Perù.
Il Perù era la colonia più ricca dell'intero impero, e quindi l'incarico di viceré era il più ambito in tutta l'America spagnola.

## Governatori di Nuova Castiglia
Governatori di Nuova Castiglia (ufficio creato in seguito alle Capitolazioni di Toledo).
| Ritratto | Nome                     | Inizio incarico | Fine incarico  | Note | Nominato da |
| -------- | ------------------------ | --------------- | -------------- | --- | ----------- |
|          | Francisco Pizarro        | 1528            | 26 giugno 1541 | | Carlo V     |
|          | Cristóbal Vaca de Castro | 1541            | 1544           | | Carlo V     |
|          | Gonzalo Pizarro          | 1544            | 1548           | Usurpatore che si autoassegnò il governatorato del Perù. Questa rivendicazione cessò con la battaglia di Jaquijahuana | Carlo V     |

## Viceré del Perù
| Ritratto | Nome                                        | Inizio incarico   | Fine incarico     | Note                                  |
| -------- | ------------------------------------------- | ----------------- | ----------------- | ------------------------------------- |
|          | Blasco Núñez Vela                           | 15 maggio 1544    | 18 gennaio 1546   |                                       |
|          | Pedro de la Gasca                           | 10 aprile 1547    | 27 gennaio 1550   | presidente della Audiencia            |
|          | Antonio de Mendoza                          | 23 settembre 1551 | 21 luglio 1552    |                                       |
|          | Melchor Bravo de Saravia                    | 1552              | 1556              | presidente della Audiencia            |
|          | Andrés Hurtado de Mendoza                   | 29 giugno 1556    | 30 marzo 1561     |                                       |
|          | Diego López de Zúñiga                       | 17 aprile 1561    | 20 febbraio 1564  |                                       |
|          | Juan de Saavedra                            | 1564              | 1564              | presidente della Audiencia            |
|          | Lope García de Castro                       | 2 settembre 1564  | 26 novembre 1569  | presidente della Audiencia            |
|          | Francisco de Toledo                         | 30 novembre 1569  | 1 maggio 1581     |                                       |
|          | Martín Enríquez de Almansa                  | 23 settembre 1581 | 13 marzo 1583     |                                       |
|          | Cristóbal Ramírez de Cartagena              | 1584              | 1584              | presidente della Audiencia            |
|          | Fernando Torres de Portugal y Mesía         | 31 marzo 1584     | 20 novembre 1589  |                                       |
|          | García Hurtado de Mendoza                   | 8 gennaio 1590    | 24 luglio 1596    |                                       |
|          | Luis de Velasco                             | 24 luglio 1596    | 18 gennaio 1604   |                                       |
|          | Gaspar de Zúñiga                            | 18 gennaio 1604   | 16 marzo 1606     |                                       |
|          | Diego Núñez de Avendaño                     | 1607              | 1607              | presidente della Audiencia            |
|          | Juan de Mendoza y Luna                      | 21 dicembre 1607  | 18 dicembre 1615  |                                       |
|          | Francisco de Borja y Aragón                 | 18 dicembre 1615  | 31 dicembre 1621  |                                       |
|          | Juan Jiménez de Montalvo                    | 1621              | 1622              | presidente della Audiencia            |
|          | Diego Fernández de Córdoba                  | 25 luglio 1622    | 14 gennaio 1629   |                                       |
|          | Luis Jerónimo de Cabrera                    | 14 gennaio 1629   | 18 dicembre 1639  |                                       |
|          | Pedro Álvarez de Toledo y Leiva             | 18 dicembre 1639  | 20 settembre 1648 |                                       |
|          | García Sarmiento de Sotomayor               | 20 settembre 1648 | febbraio 1655     |                                       |
|          | Luis Enríquez de Guzmán                     | 24 febbraio 1655  | 31 dicembre 1661  |                                       |
|          | Diego de Benavides y de la Cueva            | 31 dicembre 1661  | 16 marzo 1666     |                                       |
|          | Bernardo de Iturriaza                       | 1666              | 1667              | presidente della Audiencia            |
|          | Pedro Antonio Fernández de Castro           | 21 novembre 1667  | 6 dicembre 1672   |                                       |
|          | Bernardo de Iturriaza                       | 1672              | 1674              | presidente della Audiencia            |
|          | Baltasar de la Cueva Enríquez               | 15 agosto 1674    | 7 luglio 1678     |                                       |
|          | Melchor Liñán y Cisneros                    | 7 luglio 1678     | 20 novembre 1681  | arcivescovo di Lima                   |
|          | Melchor de Navarra y Rocafull               | 20 novembre 1681  | 15 agosto 1689    |                                       |
|          | Melchor Portocarrero                        | 15 agosto 1689    | 22 settembre 1705 |                                       |
|          | Miguel Núñez de Sanabria                    | 22 settembre 1705 | maggio 1707       | presidente della Audiencia            |
|          | Manuel de Oms y de Santa Pau                | 7 luglio 1707     | 22 aprile 1710    |                                       |
|          | Miguel Núñez de Sanabria                    | 22 aprile 1710    | 14 settembre 1710 | presidente della Audiencia            |
|          | Diego Ladrón de Guevara                     | 30 agosto 1710    | 2 marzo 1716      |                                       |
|          | Mateo de la Mata Ponce de León              | 2 marzo 1716      | 15 agosto 1716    | presidente della Audiencia            |
|          | Diego Morcillo Rubio de Auñón               | 15 agosto 1716    | 5 ottobre 1716    | ad interim                            |
|          | Carmine Nicolao Caracciolo                  | 5 ottobre 1716    | 26 gennaio 1720   |                                       |
|          | Diego Morcillo Rubio de Auñón               | 26 gennaio 1720   | 14 maggio 1724    |                                       |
|          | José de Armendáriz                          | 14 maggio 1724    | 4 febbraio 1736   |                                       |
|          | Antonio José de Mendoza Caamaño y Sotomayor | 4 febbraio 1736   | 15 dicembre 1745  |                                       |
|          | José Manso de Velasco                       | dicembre 1745     | 12 ottobre 1761   |                                       |
|          | Manuel de Amat y Junient                    | 12 ottobre 1761   | 17 luglio 1776    |                                       |
|          | Manuel de Guirior                           | 17 luglio 1776    | 21 luglio 1780    |                                       |
|          | Agustín de Jáuregui                         | 20 luglio 1780    | 6 aprile 1784     |                                       |
|          | Teodoro de Croix                            | 6 aprile 1784     | 25 marzo 1790     |                                       |
|          | Francisco Gil de Taboada                    | 25 marzo 1790     | 6 giugno 1796     |                                       |
|          | Ambrosio O'Higgins                          | 24 luglio 1796    | 18 marzo 1801     |                                       |
|          | Manuel Arredondo y Pelegrín                 | 1801              | 1801              | ad interim presidente della Audiencia |
|          | Gabriel de Avilés                           | 5 novembre 1801   | 20 agosto 1806    |                                       |
|          | José Fernando de Abascal y Sousa            | 20 agosto 1806    | 7 luglio 1816     |                                       |
|          | Joaquín de la Pezuela                       | 7 luglio 1816     | 29 gennaio 1821   |                                       |
|          | José de la Serna e Hinojosa                 | 29 gennaio 1821   | dicembre 1824     | de facto                              |
|          | Pío de Tristán                              | dicembre 1824     | 23 gennaio 1826   | de facto                              |